# Ritzerow
Ritzerow är en kommun och ort i Landkreis Mecklenburgische Seenplatte i förbundslandet Mecklenburg-Vorpommern i Tyskland.
Kommunen ingår i kommunalförbundet Amt Stavenhagen tillsammans med kommunerna Bredenfelde, Briggow, Grammentin, Gülzow, Ivenack, Jürgenstorf, Kittendorf, Knorrendorf, Mölln, Rosenow, Stavenhagen och Zettemin.